# Тарасий Бигорски
Тарасий Бигорски е български духовник от XVIII век, игумен на Бигорския манастир „Свети Йоан Предтеча“.

## Биография
Роден е в дебърското село Макелари. Хаджи Тарасий наследява Трифилий в 1788-1789 година като игумен на манастира. Името на Тарасий е издълбано на две каменни плочи с двуглав орел в средата заедно си имената на архидякон Стефан и на дарителя папуджията Велян. Плочите първоначално са в пода на католикона под централния купол, а по-късно, за да се запазят, са апликирани в северозападния ъгъл на северната фасада на храма. Игумен е на манастира до 1795 година.